# Ema Aničić
Ema Aničić est une karatéka croate surtout connue pour avoir remporté une médaille de bronze en kumite individuel féminin open aux championnats du monde de karaté 2008 à Tōkyō, au Japon.

## Résultats
| Résultat           | Date             | Épreuve                | Catégorie | Compétition                | Ville hôte      |
| ------------------ | ---------------- | ---------------------- | --------- | -------------------------- | --------------- |
| Médaille de bronze | 15 novembre 2008 | Kumite individuel open | Seniors   | Championnats du monde 2008 | Tōkyō, au Japon |